# Phalloniscus bifidus
Phalloniscus bifidus is een pissebed uit de familie Dubioniscidae. De wetenschappelijke naam van de soort is voor het eerst geldig gepubliceerd in 1977 door Albert Vandel.